# Água de Pena
Água de Pena es una freguesia portuguesa del concelho de Machico, con 5,08 km² de superficie y 1.759 habitantes (2001). Su densidad de población es de 346,3 hab/km².